# Rafi
Pour les articles homonymes, voir Rafi (homonymie).

Le Rafi (hébreu : רפ"י, acronyme pour Reshimat Poalei Yisrael  (hébreu : רשימת פועלי ישראל), litt. Liste des Ouvriers d'Israël) était un parti de gauche israélien, fondé par David Ben Gourion en 1965 tandis qu'il était marginalisé au sein de son parti, le Mapaï. Il fut, en 1968, l'une des trois composantes ayant fusionné pour donner naissance au Parti travailliste israélien.

## Histoire
Le Rafi a été créé le 14 juillet 1965 d'une scission du Mapaï, le parti au pouvoir dont faisait partie David Ben Gourion. Il rallia à son mouvement huit membres du parti, élus à la Knesset, parmi lesquels Moshe Dayan, Shimon Peres,  Chaim Herzog et Teddy Kollek.
La séparation fut dues à deux raisons principales. La première était les désaccords au sein du Mapaï à la suite de l'affaire Lavon : David Ben Gourion n'approuvant pas le fait de déclarer le ministre de la Défense Pinhas Lavon innocent sans qu'une commission d'enquête judiciaire ne statue de son cas. La seconde raison était la formation de l'Alignement, né d'une alliance du Mapaï avec l'Akhdut HaAvoda, un parti dissident du Mapam. La nouvelle direction du parti, fusion de deux des plus importants partis de gauche, avait l'intention de repousser les réformes prévues du système électoral (une évolution de la représentation proportionnelle vers un système basé sur des circonscriptions électorales), très importantes pour David Ben Gourion.
Le parti participa aux élections législatives israéliennes de 1965 avec une plate-forme de changement du système électoral. Bien que David Ben Gourian ait espéré supplanter l'Alignement comme parti majoritaire de gauche à la Knesset, le Rafi n'obtint que dix sièges. Au début de 1967, le Rafi et le Gahal, parti de Menahem Begin, discutèrent de l'opportunité de former une coalition de centre-droit afin de concurrencer le Mapai. Le parti n'intégra pas la coalition gouvernementale de Levi Eshkol jusqu'à la formation du gouvernement d'union nationale le 1er juin 1967, quelques jours avant la Guerre des Six Jours. Moshe Dayan y remplaça Levi Eshkol au ministère de la Défense et l'alliance de droite Gahal rejoignit également le gouvernement.
Le 23 janvier 1968, le parti fusionna avec l'Akhdut HaAvoda et le Mapaï pour former le Parti travailliste israélien et cessa d'exister comme entité indépendante. Cependant, David Ben Gourion ne put se réconcilier avec ses adversaires au sein du nouveau parti et, en conséquence, siégea comme membre indépendant à la Knesset pour le reste de la session parlementaire. Avant les élections législatives israéliennes de 1969, il fonda un nouveau parti, la Liste nationale. Cependant, après la retraite politique de David Ben Gourion en 1970, ce parti s'effondra pour, finalement, fusionner en 1973 avec le Gahal et le Centre libre pour former le Likoud avant les élections législatives.
Le nom du Rafi fut brièvement repris lors des élections législatives israéliennes de 1977 et 1981 lorsque des dissidents du Likoud se baptisèrent « Rafi-Liste nationale ». Ce nouveau parti fut rebaptisé par la suite Ometz.

## Membres du parti élus à la Knesset
| Knesset (nombre d'élus)    | Membres |
| -------------------------- | --- |
| 5e élections de 1961 (8)   | Yosef Almogi, David Ben Gourion, Gideon Ben-Israel, Moshe Dayan, Amos Degani, Hannah Lamdan, Shimon Peres, Yizhar Smilansky                                                                                        |
| 6e, élections de 1965 (10) | Yosef Almogi, David Ben Gourion, Mordechai Ben-Porat, Moshe Dayan, Mathilda Guez, Yitzhak Navon, Shimon Peres, Yizhar Smilansky (remplacé par Amos Degani), Mordechai Surkis, Tzvi Tzur (remplacé par Aryeh Bahir) |